# Gonomyia hoffmaniana
Gonomyia hoffmaniana är en tvåvingeart som beskrevs av Alexander 1947. Gonomyia hoffmaniana ingår i släktet Gonomyia och familjen småharkrankar.
Artens utbredningsområde är Puerto Rico. Inga underarter finns listade i Catalogue of Life.